# Arnaud Devillers
Pour les articles homonymes, voir Devillers.
Arnaud Devillers est un prêtre catholique français, membre de la fraternité sacerdotale Saint-Pierre, fondée en juillet 1988. 

## Biographie
Il est le deuxième supérieur de la Fraternité sacerdotale Saint-Pierre de 2000 à 2006 en succédant à Josef Bisig et le premier supérieur non élu (et dernier à ce jour) de cette communauté, puisqu'il a été nommé directement par le cardinal Castrillón Hoyos, à l'époque préfet à Rome de la congrégation pour le clergé et président de la commission Ecclesia Dei chargée de la surveillance des communautés catholiques suivant le rite latin, qui était le seul en vigueur avant 1962 dans l'Église latine. Cette nomination a eu lieu dans un contexte tendu au sein de cette communauté où la question était débattue de savoir si la fraternité Saint-Pierre allait ou non devenir bi-ritualiste, c'est-à-dire suivre indistinctement le rite d'avant 1962 et le nouveau rite. L'abbé Devillers occupait alors une position plutôt neutre. L'abbé John Berg, de nationalité américaine, lui a succédé.
Il est depuis 2012 curé de la paroisse catholique Sainte-Rose-de-Lima de Quincy aux États-Unis, paroisse personnelle desservie par la fraternité Saint-Pierre pour le diocèse de Springfield.